# بطولة كاريوكا 1924
بطولة كاريوكا 1924 هو موسم من بطولة كاريوكا. فاز فيه نادي فلومينينسي.